# Iszet Ta-Hemdzsert
Iszet Ta-Hemdzsert ókori egyiptomi királyné a XX. dinasztia idején, III. Ramszesz nagy királyi hitvese, VI. Ramszesz anyja.
Feltehetőleg ázsiai származású volt; anyja neve, a Hemdzsert (előfordul Habadzsilat vagy Hebnerdzsent átírással is) nem egyiptomi, hanem szíriai. Egy fia ismert, Amonherkhopsef, aki apja, III. Ramszesz, bátyja, IV. Ramszesz és fia, V. Ramszesz halála után VI. Ramszesz néven lépett trónra. VI. Ramszesznek is születtek gyermekei, így V. Ramszeszen kívül még legalább négy unokája volt Iszetnek: a későbbi VII. Ramszesz fáraó, az Ámon isteni felesége címet betöltő Iszet hercegnő, valamint Amonherkhopsef és Panebenkemet hercegek.
Korábban a közvetlenül III. Ramszeszt követő IV. Ramszeszről is úgy tartották, Iszet egyik fia, de 2010-ben bebizonyosodott, hogy neki valószínűleg III. Ramszesz egy másik felesége, Titi az anyja.
A nagy királyi hitvesi cím mellett Iszet viselte az Isten felesége címet, fia uralkodása alatt a Király anyja címet is. Ábrázolják férje szobrán Mut karnaki templomában. VI. Ramszesz uralkodása alatt még életben volt, és részt vett unokája, Iszet beiktatásán Ámon isteni feleségévé. A Királynék völgye 51-es számú sírjában temették el. Az egyenes tengelyű, szimmetrikus alaprajzú sírban megtalálták a vörösgránit szarkofág töredékeit.
Címei: Szeretett nagy királyi hitves (ḥm.t-nỉswt wr.t mrỉỉ.t=f), A Két Föld úrnője (nb.t-t3.wỉ).